# Baibuzî, raionul Cerkasî, regiunea Cerkasî
Baibuzî (în ucraineană Байбузи) este o comună în raionul Cerkasî, regiunea Cerkasî, Ucraina, formată numai din satul de reședință.

## Demografie
Componența lingvistică a comunei Baibuzî
     Ucraineană (98,21%)
     Rusă (1,79%)
Conform recensământului din 2001, majoritatea populației comunei Baibuzî era vorbitoare de ucraineană (98,21%), existând în minoritate și vorbitori de rusă (1,79%).

## Legături externe
- pl Bajbuzy, wieś nad rzeką Kanawą, dopływem Olszanki în Dicționarul geografic al Regatului Poloniei și al altor țări slave, volum XV, p. 1 (Abablewo — Januszowo) 1900